# Indianapolis 500 in 2001
De 85e Indianapolis 500 werd gereden op zondag 27 mei 2001. Het was de zesde keer dat de race op de kalender stond van het Indy Racing League kampioenschap en het was de vierde race uit de IndyCar Series van 2001. Braziliaans coureur Hélio Castroneves won de race. Het was zijn eerste deelname aan de Indy 500.

## Startgrid
Scott Sharp won de poleposition. Roberto Guerrero, Didier Andre, Stan Wattles, Tyce Carlson, Jimmy Kite, Shigeaki Hattori, Casey Mears en Memo Gidley konden zich niet kwalificeren voor de race.
| Rij | Binnen            | Midden            | Buiten           |
| --- | ----------------- | ----------------- | ---------------- |
| 1   | Scott Sharp       | Greg Ray          | Robby Gordon     |
| 2   | Mark Dismore      | Gil de Ferran     | Arie Luyendyk    |
| 3   | Tony Stewart      | Jeff Ward         | Robbie Buhl      |
| 4   | Buddy Lazier      | Hélio Castroneves | Jimmy Vasser     |
| 5   | Sam Hornish Jr.   | Robby McGehee     | Sarah Fisher     |
| 6   | Scott Goodyear    | Jaques Lazier     | Jon Herb         |
| 7   | Al Unser Jr.      | Bruno Junqueira   | Michael Andretti |
| 8   | Nicolas Minassian | Jeret Schroeder   | Buzz Calkins     |
| 9   | Eddie Cheever     | Davey Hamilton    | Donnie Beechler  |
| 10  | Eliseo Salazar    | Stéphan Grégoire  | Airton Daré      |
| 11  | Cory Witherill    | Billy Boat        | Felipe Giaffone  |

## Race
De race startte met dreigend regenweer en koude temperaturen. Scott Sharp crashte in de eerste ronde. Toen de race net over halfweg was begon het te regenen. De neutralisatie duurde tot ronde 119, na de herstart kwam Gil de Ferran aan de leinding van de race. Hij en Castroneves, die op de tweede plaats reed, kregen een "penalty" omdat ze op een onreglementaire manier de pitstraat waren uitgereden, waardoor Tony Stewart aan de leiding van de race kwam. Hij bleef aan de leiding rijden tot ronde 149, toen het weer begon te regenen. Hélio Castroneves kwam tijdens de neutralisatie aan de leiding nadat Stewart de pitstraat ingereden was. Enkele ronden later begon het harder te regenen en werd de race stilgelegd. Na ongeveer twintig minuten kon de race hervat worden om de laatste 45 ronden van de race te rijden. Castroneves stond de leiding niet meer af en won zijn eerste Indy 500 van zijn carrière.
| #                                                                                | Coureur               | Auto             | Team                            | Ronden | Opgave     |
| -------------------------------------------------------------------------------- | --------------------- | ---------------- | ------------------------------- | ------ | ---------- |
| 1                                                                                | Hélio Castroneves (R) | Dallara-Aurora   | Team Penske                     | 200    |            |
| 2                                                                                | Gil de Ferran         | Dallara-Aurora   | Team Penske                     | 200    |            |
| 3                                                                                | Michael Andretti      | Dallara-Aurora   | Team Green                      | 200    |            |
| 4                                                                                | Jimmy Vasser          | G-Force-Aurora   | Chip Ganassi Racing             | 200    |            |
| 5                                                                                | Bruno Junqueira (R)   | G-Force-Aurora   | Chip Ganassi Racing             | 200    |            |
| 6                                                                                | Tony Stewart          | G-Force-Aurora   | Chip Ganassi Racing             | 200    |            |
| 7                                                                                | Eliseo Salazar        | Dallara-Aurora   | A.J. Foyt Enterprises           | 199    |            |
| 8                                                                                | Airton Daré           | G-Force-Aurora   | TeamXtreme                      | 199    |            |
| 9                                                                                | Billy Boat            | Dallara-Aurora   | CURB/Agajanian/Beck Motorsports | 199    |            |
| 10                                                                               | Felipe Giaffone (R)   | G-Force-Aurora   | Treadway Racing                 | 199    |            |
| 11                                                                               | Robby McGehee         | Dallara-Aurora   | Cahill Racing                   | 199    |            |
| 12                                                                               | Buzz Calkins          | Dallara-Aurora   | Bradley Motorsports             | 198    |            |
| 13                                                                               | Arie Luyendyk         | G-Force-Aurora   | Treadway Racing                 | 198    |            |
| 14                                                                               | Sam Hornish Jr.       | Dallara-Aurora   | Panther Racing                  | 196    |            |
| 15                                                                               | Robbie Buhl           | G-Force-Infiniti | Dreyer & Reinbold Racing        | 196    |            |
| 16                                                                               | Mark Dismore          | Dallara-Aurora   | Kelley Racing                   | 195    |            |
| 17                                                                               | Greg Ray              | Dallara-Aurora   | Team Menard                     | 192    |            |
| 18                                                                               | Buddy Lazier          | Dallara-Aurora   | Hemelgarn Racing                | 192    |            |
| 19                                                                               | Cory Witherill (R)    | G-Force-Aurora   | Indy Regency Racing             | 187    |            |
| 20                                                                               | Jeret Schroeder       | Dallara-Aurora   | PDM Racing                      | 187    |            |
| 21                                                                               | Robby Gordon          | Dallara-Aurora   | A.J. Foyt Enterprises           | 184    |            |
| 22                                                                               | Jaques Lazier         | G-Force-Aurora   | TeamXtreme                      | 183    |            |
| 23                                                                               | Davey Hamilton        | Dallara-Aurora   | Sam Schmidt Motorsports         | 182    | Mechanisch |
| 24                                                                               | Jeff Ward             | G-Force-Aurora   | Heritage Motorsports            | 168    |            |
| 25                                                                               | Donnie Beechler       | Dallara-Aurora   | A.J. Foyt Enterprises           | 160    |            |
| 26                                                                               | Eddie Cheever         | Dallara-Infiniti | Team Cheever                    | 108    | Mechanisch |
| 27                                                                               | Jon Herb (R)          | Dallara-Aurora   | Tri-Star Racing                 | 104    | Ongeval    |
| 28                                                                               | Stéphan Grégoire      | G-Force-Aurora   | Heritage Motorsports            | 86     | Mechanisch |
| 29                                                                               | Nicolas Minassian (R) | G-Force-Aurora   | Chip Ganassi Racing             | 74     | Mechanisch |
| 30                                                                               | Al Unser Jr.          | G-Force-Aurora   | Galles Racing                   | 16     | Ongeval    |
| 31                                                                               | Sarah Fisher          | Dallara-Aurora   | Walker Racing                   | 7      | Ongeval    |
| 32                                                                               | Scott Goodyear        | Dallara-Infiniti | Team Cheever                    | 7      | Ongeval    |
| 33                                                                               | Scott Sharp           | Dallara-Aurora   | Kelley Racing                   | 0      | Ongeval    |
| Gemiddelde snelheid : 247,197 km/h - Snelste ronde : Sam Hornish Jr, 353,78 km/h |                       |                  |                                 |        |            |
| Aantal neutralisaties : 8 (56 van de 200 ronden in totaal)                       |                       |                  |                                 |        |            |